# Bola Tinubu
Bola Ahmed Adekunle Tinubu (Lagos, 29 de março de 1952), mais conhecido como Bola Tinubu, é um contador e político nigeriano, é o atual presidente da Nigéria, bem como o líder nacional do Congresso de Todos os Progressistas (APC). Ele serviu como governador do estado de Lagos por 2 mandatos consecutivos entre 1999 e 2007.
Em junho de 2022, após vencer as primárias internas, tendo derrotado 13 pré-candidatos, Tinubu foi escolhido para ser o candidato oficial do APC à presidência da Nigéria na eleição presidencial de 2023. No início da manhã de 1º de março, o presidente do INEC, Mahmood Yakubu, declarou Tinubu como o vencedor das eleições e novo presidente do país após a comparação de todos os resultados estaduais.

## Primeiros anos
Nascido em 29 de março de 1952 na cidade de Lagos, antiga capital da Nigéria, Tinubu frequentou a Aroyola St. John's Primary School de Lagos e a Children's Home School de Ibadã, no sudoeste do país. Posteriormente, imigrou para os Estados Unidos em 1975, onde estudou primeiro no Richard J. Daley College em Chicago, Illinois, e depois na Chicago State University, formando-se bacharel em Ciências Contábeis em 1979.
Tinubu trabalhou para as empresas americanas Arthur Andersen, Deloitte, Haskins, & Sells e GTE Services Corporation. Depois de retornar à Nigéria em 1983, ingressou na Mobil Oil e, posteriormente, tornou-se executivo da empresa.

## Carreira política
Sua carreira política começou em 1992, quando se juntou ao Partido Social Democrata (SPD), onde foi membro da ala interna denominada Frente Popular, liderada por Shehu Musa Yar'Adua e composta por outros políticos como Umaru Yar'Adua, Atiku Abubakar, Baba Gana Kingibe, Rabiu Kwankwaso, Abdullahi Aliyu Sumaila, Magaji Abdullahi, Dapo Sarumi e Yomi Edu. Ele foi eleito para o Senado da Nigéria, representando o distrito de Lagos Ocidental durante a brevíssima Terceira República da Nigéria.
Depois que os resultados da eleição presidencial de 1993 foram anulados, Tinubu tornou-se um membro fundador da Coalizão Democrática Nacional, movimento político pró-democracia que mobilizou apoio para a restauração da democracia e o reconhecimento de Moshood Abiola como vencedor do pleito presidencial. Após a golpe de Estado na Nigéria em 1993, liderado pelo general Sani Abacha, exilou-se em 1994, retornando ao país somente em 1998 após a morte de Abacha, período que marcou a transição política para a Quarta República da Nigéria.
Na corrida para as eleições regionais de 1999, Bola Tinubu era um dos principais líderes da Aliança para a Democracia (AD), ao lado de Abraham Adesanya e Ayo Adebanjo. Ele venceu as primárias internas do AD para as eleições regionais desse mesmo ano, derrotando Funsho Williams e Wahab Dosunmu, ex-ministro de Obras e Habitação. Tinubu acabou eleito governador de Lagos em 1999 após obter 841 732 votos (81,99% dos votos válidos) e foi reeleito para um segundo mandato consecutivo nas eleições regionais de 2003.